# EGM
EGM med tillägg av ett årtal är en allmänt använd förkortning av geoidmodeller som täcker hela jorden, och utläses Earth Gravitational Model eller Earth Geopotential Model. Ett exempel är EGM96.